# JoJo's Bizarre Adventure: All Star Battle
JoJo's Bizarre Adventure All Star Battle (ジョジョの奇妙な冒険 オールスターバトル, JoJo no Kimyō na Bōken: Ōru Sutā Bator) est un jeu vidéo de combat développé par CyberConnect2 et édité par Namco Bandai basé sur le manga JoJo's Bizarre Adventure de Hirohiko Araki. Il est sorti sur PlayStation 3 le 29 août 2013 au Japon et en avril 2014 en Europe, Australie et Amérique du Nord.
Une version remastérisée intitulée JoJo's Bizarre Adventure: All Star Battle R sort le 2 septembre 2022 sur PlayStation 4, PlayStation 5, Nintendo Switch, Xbox One, Xbox Series et Microsoft Windows,.

## Système de jeu
JoJo's Bizarre Adventure: All Star Battle est un jeu vidéo de combat en 3D dans lequel les joueurs s'affrontent en incarnant des personnages issus des huit premières parties du manga JoJo's Bizarre Adventure.

## Développement
Le jeu a été annoncé en juillet 2012 après un décompte sur le site de Namco Bandai. Il est sorti le 29 août 2013 au Japon en édition normale ainsi qu'en édition collector comprenant la bande originale, une illustration sous verre et une figurine.
Lors du Tokyo Game Show 2013, l'éditeur annonce une sortie occidentale du jeu pour 2014. Le jeu sort en Europe et en Australie le 25 avril 2014 avec un bonus de précommande, en Amérique du Nord le 29 avril 2014, et dispose d'un patch lors de sa sortie ajoutant un mode Arcade et un rééquilibrage des personnages.